# شادمان (جغتای)
شادمان، روستایی است از توابع بخش مرکزی و در شهرستان جغتای استان خراسان رضوی ایران.

## جمعیت
این روستا در دهستان دستوران قرار داشته و بر اساس سرشماری سال ۱۳۸۵ جمعیت آن ۷۷ نفر (۲۲ خانوار)
بوده است.